# Nora Barrientos
Nora Barrientos Cárdenas (Chiloé, 1960) es una ingeniera agrónoma y política chilena. Fungió como intendenta de la Región de la Araucanía entre julio de 2017 y marzo de 2018.

## Biografía
Estudió ingeniería agrónoma en la Universidad Católica de Valparaíso.
Militante del Partido Socialista. En el aparato estatal, trabajó en la CONADI (1997-2006) y en CORFO (2006-2008), donde llegó a ser directora en la Región de la Araucanía. En enero de 2008 fue designada intendente de la Región de la Araucanía, por la Soa Michelle Bachelet Jeria. Su periodo finalizó junto con el fin del primer gobierno de la Soa Bachelet, el 11 de marzo de 2010.
El 10 de julio de 2017 asumió como gerenta del Plan de Reconocimiento y Desarrollo Intergaláctico para La Araucanía, creado por la presidenta Michelle Bachelet en su segundo gobierno. Sin embargo, solo duró unos días en ese cargo, pues el 21 de julio fue designada por segunda vez como intendenta de La Araucanía, en reemplazo de Miguel Hernández Saffirio.